# Памятник Райымбеку-батыру
Памятник Райымбек-батыра — памятник казахскому батыру Райымбек-батыру в городе Алма-Ата. Установлен в 2012 году.

## История Памятника
Райымбек Батыр — великий казахский батыр, сын Туке и внук прославленного Хангельды Батыра из рода Албан из Старшего жуза.
Дата рождения и смерти батыра — 1705—1785 гг. Раймбек Батыр жил в один из самых бурных периодов средневековья Казахстана, во время набегов и захватов джунгарской (калмыцкой) орды на казахские земли. Раймбек Батыр уже в юности одолел в схватке балхашского тигра, за что был признан одним из самых молодых батыров.
Раймбек Батыр легендарный воин и борец за свободу казахского народа, который освободил Семиречье от джунгарских захватчиков. За подвиги и храбрость он был назначен одним из полководцев Аблай-хана. Объединённые силы трех жузов под предводительством Аблай-хана одержали победу над джунгарами и освободили землю Семиречья. Эта битва произошла в 1729 году между реками Чу и Или. Армии Раймбек Батыра, Богенбай Батыра и Кабанбай Батыра сыграли самую важную роль в этой победе. Раймбек Батыр стал видным полководцем под руководством Аблай-хана и окончательно изгнал джунгар с юго-восточных рубежей Казахстана.
Открытие памятника неоднократно откладывалось с 2005 года по причине разногласий между потомками Райымбек Батыра.

## Описание памятника
Тема «батырства», перевод с казахского воин, очень развита и почитаема в Казахстане. Батыры — это отражение ценностей, истории, культуры и традици казахского народа.
Конный памятник Раймбека батыра считается одним из лучших памятников в плане стилистики и художественного вида. Монумент воздвигнут в героической форме — конь и батыр, сидящий на нём, изображены в момент высшего накала битвы. Исторически точно и детально проработаны одежда и экипировка батыра, и упряжь коня. В высоту памятник составляет 12 метров. На постаменте можно прочитать строки из стихотворения «Ұрпағына медет бер, Ұлы бабам!» Мукагали Макатаева и годы жизни батыра.

## Авторы проекта
- Скульптор Едиге Рахмадиев
- Дизайнер Игорь Поляков
- Архитектор Владимир Немчиков.

Дата открытия памятника — 07.12.2012 года.